# حصة هير

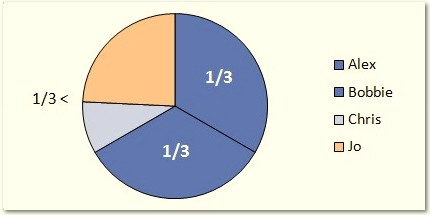
صورة لحصة هير

حصة هِير (بالإنجليزية: Hare-Quota)‏ والمعروفة أيضًا باسم الحصة البسيطة (بالإنجليزية: Simpel Quota)‏، تُعتبر بصيغها المختلفة، إحدى الطرق الهامة المستخدمة في النظم الانتخابية وخاصة في بعض أشكال أنظمة التمثيل النسبي ومنها نظام الصوت الواحد المتحول. تُنسب الطريقة للمحامي والسياسي البريطاني توماس هير (1806-1891). في هذه الأنظمة الانتخابية، تمثل هذه الحصة عدد الأصوات المطلوبة مقابل حصول مرشح، أو حزب، على مقعد واحد في البرلمان، وتسمى هذه الحصة والحصص المماثلة لها المستخدمة في السياق الانتخابي، وهي كثيرة، تُسمى المعامل الانتخابي.

## تعريف حصة هِير
تُِعبر حصة هِير عن إجمالي عدد الأصوات مقسومًا على إجمالي عدد المقاعد المطلوب ملؤها، أي أنها عبارة عن متوسط عدد الأصوات لكل مقعد.
إجمالي عدد الأصوات المقصود هنا، هو عبارة عن مجموع الأصوات السليمة التي حصل عليها جميع المرشحين أو جميع القوائم الحزبية المشاركة في الانتخابات، ويُرمز له بالحرف ص اختصاراً لـ  "صوت"، وبالانجليزية v اختصاراً لـ "vote"، وإجمالي عدد المقاعد المطلوب ملؤها، هو عبارة عن مجموع المقاعد المتاحة للتوزيع على المرشحين الفائزين أو القوائم الحزبية الفائزة في الانتخابات، ويُرمز له بالحرف م إختصاراً لـ  "مقاعد"، وبالانجليزية s اختصاراً لـ "seats"، وبذلك تكون الصيغة الرياضية لحصة هير البسيطة كما يلي: 
حصة هير البسيطة = إجمالي عدد الأصوات/إجمالي عدد المقاعد = ص/م
HQ=v/s
ومن الصيغة الرياضية أعلاه نستطيع القول أن الحصة الواحدة تعادل مقعد واحد، ومضاعفات الحصة تضاعف عدد المقاعد. 
من المعلوم رياضيًا أن حاصل قسمة عددين صحيحين غالباً ما يكون عدد كسري حقيقي ولذلك، لا يكون ناتج القسمة في حصة هير عدد صحيح إلا على سبيل المصادفة أو في حالات نادرة جداً، وبناءً عليه يمكننا القول، بأن نتيجة حصة هير البسيطة عادة ما تكون عدد كسري حقيقي. وبما أن استخدام الحصة في شكلها الكسري غير عملي، كون الأصوات لا تُجزأ ولا تُقسَّم، يتم اللجوء إلى تقريب الحصة بطرق مختلفة لتكون عدد صحيح ومن هنا جاءت الصيغ المختلفة لحصة هِير. 

## الصيغ المختلفة لحصة هِير
حسب مفهوم توماس هير ومعاصروه، فإن مصطلح "الحصة أو الحصة الانتخابية" يشير إلى أن مجموعة من أصوات الناخبين، يمثلها مقعد واحد في البرلمان، أي أن الحصة الواحدة تعادل مقعد واحد. فإذا كان على سبيل المثال عدد اصوات الناخبين في الانتخابات 100.000 صوت وعدد مقاعد البرلمان 100 مقعد، فتكون الحصة هنا 1.000 صوت لكل مقعد. ولكن في الواقع العملي لا تكون نتيجة الحصة عدد صحيح إلا بمحض الصدفة البحتة، وإنما تكون عادة عدد صحيح مع كسر. فلو أخذنا المثال السابق كما هو مع تغيير عدد المقاعد ليصبح 115 مقعد بدلا من 100 مقعد، مع ثبات عدد أصوات الناخبين عند 100.000 صوت، فستكون الحصة هنا تساوي 869 صوت وجزء من الصوت. كذلك لو افترضنا أن عدد المقاعد كما هو 100 مقعد مع تعديل عدد الأصوات من 100.000 صوت إلى 95.570 صوت، فستكون الحصة 955 صوت وجزء من الصوت. وبما أن الناخبون بشر ولكل واحد منهم صوت واحد، والبشر غير قابلين للتجزئة فتكون الأعداد الكسرية لا معنى لها في هذا السياق. لذلك لم يستخدم هير حاصل القسمة ص/م كمعامل انتخابي كما هو بدون تقريب وكما هو معَّرف أعلاه ومُعتمد باسم حصة هير البسيطة وإنما يعتمد الجزء الصحيح من الحصة بعد تقريبه. وهذه الحصة تُعرف بإسم حصة هير1 HQ1 
وبصورة عامة، هناك ثلاثة صيغ لحصة هير من الممكن أن تكون نتيجتها أعداد صحيحة بعد التقريب:
حصة هير1 ⇐ {\displaystyle HQ1} = (ص ÷ م)، مع تقريب ناتج القسمة إلى الأدنى
{\displaystyle HQ1=\left\lfloor {\frac {v}{s}}\right\rfloor ,}
حصة هير2 ⇐ {\displaystyle HQ2} = (ص ÷ م)، مع تقريب ناتج القسمة إلى الرقم الصحيح الأعلى
{\displaystyle HQ2=\left\lceil {\frac {v}{s}}\right\rceil ,}
حصة هير3  ⇐ {\displaystyle HQ3} = (ص ÷ م) + 1، أي إضافة 1 إلى ناتج القسمة المقرب إلى الأدنى
{\displaystyle HQ3=\left\lfloor {\frac {v}{s}}\right\rfloor +1;}

عندما يكون الحديث في النظام الانتخابي عن استخدام حصة هير، فيجب على المرء بالتالي التأكد مما إذا كان المقصود هنا حصة هير بالمفهوم الوارد في التعريف أعلاه أم أن المقصود إحدى صيغها التي هي بالأعداد الصحيحة الموضحة في الفقرة السابقة. صحيح أن حصة هير مع صيغها الثلاث لا تختلف عددياً عن بعضها البعض إلا بشكل طفيف، غير أنها ليست متساوية تماماً في قيمها، وقد تؤدي إلى نفس النتائج، ولكن ليس دائمًا. جميع صيغ حصة هير الثلاث قيد الاستخدام حاليًا في العديد من الدول، فمثلاً: الصيغة الأولى {\displaystyle HQ1}، وهي حصة هير مع التقريب إلى الأدنى، تُستخدم في إيطاليا، الصيغة الثانية {\displaystyle HQ2}، وهي حصة هير مع التقريب للأعلى تُستخدم في ليتوانيا والصيغة الثالثة {\displaystyle HQ3} بإضافة الواحد الصحيح إلى حصة هير، و تُستخدم في  سويسرا.

## استخدام حصة هِير في أنظمة القوائم الحزبية
في الأنظمة الانتخابية التي يدلي فيها الناخبون بأصواتهم لمرشحي قائمة حزبية، قد ينص القانون الانتخابي على طريقة محددة لتوزيع المقاعد، تقوم على أساس طريقة حصة هير أو إحدى صيغها. وعند التوزيع الرئيسي للمقاعد، يتم تخصيص عدد من المقاعد لكل حزب بما يعادل عدد مرات تكرار حصة هير ضمن مجال عدد الأصوات الحاصلة عليها قائمة حزب؛ فعلى سبيل المثال، لو أن مجموع عدد الأصوات السليمة يساوي 1.000 صوت ومجموع عدد المقاعد 10، فتكون حصة هير 100 صوت لكل مقعد. ولو افترضنا أن أحد الأحزاب حصل على 320 صوتاً فهذا يعني أن الأصوات التي حصل عليها هذا المرشح تشمل 3 حصص هير وكسر (3,2 حصة)، أي 3 مقاعد وجزء. ولكن لن يمنح الحزب في عملية التوزيع الأولى أو الرئيسية إلا 3 مقاعد بقدر العدد الصحيح، وبالنسبة للمقاعد المتبقية بعد عملية التوزيع الرئيسية، فيتم توزيعها من خلال عملية تعويض أخرى مستقلة لتوزيع المقاعد المتبقية على القوائم الحزبية. 

## استخدام حصة هِير في الانتخابات بنظام الصوت الواحد المتحول أو القابل للتحويل
لم تكن اهتمامات توماس هير منحصرة في تطوير طرق توزيع المقاعد فحسب بل كان مهتماً أيضاً بتطوير النظم الانتخابية، وكان أهم نظام انتخابي طوره هير مايُعرف بنظام الصوت الواحد المتحول أو القابل للتحويل (STV)، والذي يقوم على أساس وجود دوائر انتخابية متعددة الأعضاء، ويكون للناخب هنا صوت واحد متعدد التفضيلات، بحسب عدد المرشحين المطلوب انتخابهم كممثلين للدائرة الانتخابية، حيث يقوم الناخبون بترتيب المرشحين على ورقة الاقتراع بالتسلسل حسب الأفضلية، وذلك من خلال قيام كل ناخب بالإدلاء بصوته بكتابة الرقم 1 لأحد المرشحين (التفضيل الأول)، الرقم 2 لمرشح آخر (التفضيل الثاني)، 3 لمرشح آخر (التفضيل الثالث)... إلخ. وفي غالبية الأحوال، تكون عملية الترتيب هذه اختيارية، حيث أن الناخبين غير ملزمين بترتيب كافة المرشحين، كما أن لهم، إن أرادوا ذلك، اختيار مرشح واحد فقط. في الجولة الأولى من العد، يتم احتساب مجموع التفضيلات الأولى التي حصل عليها كل مرشح. ويفوز بشكل مباشر المرشحون الحاصلون على عدد من التفضيلات الأولى يساوي أو يفوق حصة الأصوات المعتمدة لكل مقعد أو تتجاوزها (حصة دروب أو هير مثلاً). أما الأصوات التي تتجاوز الحصة في جولة العد الأولى فيتم إضافتها على أصوات المرشح في التفضيل الثاني المدرج مع المرشح الفائز على نفس ورقة التصويت ويعاد فرزها من جديد. وكما هو الحال في جولة العد الأولى يعتبر فائزا في جولة العد الثانية المرشح الحاصل على أصوات تساوي أو تفوق الحصة، وإذا لم يصل أي من المرشحين إلى، يتم استبعاد المرشح صاحب الحصة الأضعف، ويم إضافة أصواته  على أصوات المرشح في التفضيل الثاني المدرج معه على نفس ورقة التصويت ويعاد الفرز من جديد حتى الانتهاء من توزيع المقاعد المتاحة على المرشحين الفائزين.
مثال مبسط لفهم الطريقة:
لنرى كيف تعمل حصة هير في انتخابات الصوت الواحد المتحول. لنفترض أن عدد المقاعد المطلوب ملؤها في دائرة إنتخابية ما، مقعدين والمرشحين عددهم 3، محمد وعبدالله وشهاب، وأن عدد الناخبين 100 ناخب، أدلى كل منهم بصوت واحد ولكن البعض الآخر لديه تفضيلات احتياطية. هناك 100 ورقة اقتراع تظهر التفضيلات على النحو التالي:
| عدد الناخبين    | 60 ناخبا | 26 ناخبا | 14 ناخبا |
| الأفضلية الأولى | محمد     | عبدالله  | شهاب     |
| التفضيل الثاني  | شهاب     | محمد     | عبدالله  |

بما أن عدد الناخب هو 100 ناخب و عدد المقاعد 2 ، فإن حصة هير ستكون:
100/2=50 صوت لكل مقعد، وبما أن النتيجة عدد صحيح (50) فسيُعتد كما هو بدون تقريب.
في جولة العد الأولى، تم عد التفضيلات الأولى المدلى بها لكل مرشح على النحو التالي:
- محمد: 60 صوت
- شهاب: 14 صوت
- عبدالله: 26 صوت

يلاحظ أن محمد حصل على 60 صوتاً، أي أكثر من حصة هير المطلوب الوصول إليها للحصول على مقعد والمحددة بـ 50 صوتًا، وبذلك يحصل محمد تلقائياً على مقعد ويتبقى له 10 أصوات زائدة عن الحصة، لذلك يتم تحويل هذه الأصوات إلى شهاب، كونه في المرتبة الأولى في التفضيل الثاني كما هو محدد في الجدول، وبالتالي تصبح الأرقام الآن كما يلي:
- شهاب: 14+10=24
- عبدالله: 26

في الجولة التالية يتم التخلص من المرشح الأقل مرتبة من حيث الأصوات، والذي هو هنا شهاب. وعلى الرغم من أن عبدالله لم يصل إلى الحصة المطلوبة وهي 50 صوتاً للمقعد، فسوف يفوز بالمقعد الثاني في الدائرة كون المرشحين المتبقين اثنان فقط، هما شهاب وعبدالله، ولدى عبدالله أصوات أكثر من شهاب.
وبالتالي فإن الفائزين سيكونان محمد وعبدالله.
غير أن أنظمة الصوت الواحد المتحول، سرعان ما استبدلت حصة هير بحصة دروب والتي تُنسب للمحامي الإنجليزي هنري ريتشموند دروب، والتي يتم احتسابها استناداً إلى المعادلة البسيطة التالية:
حصة دروب = العدد الصحيح الناتج من قسمة [مجموع عدد الأصوات الصحيحة ÷ (مجموع عدد المقاعد + 1)] مضافاً إليه 1.
وبالرموز، تكون حصة دروب = العدد الصحيح الناتج من قسمة [ ص÷ (م + 1) ] + 1.
مثال: إذا كان مجموع عدد الأصوات 100.000 صوت وعدد المقاعد 100 مقعد، فتكون حصة دروب كما يلي:
حصة دروب = [100.000÷ (100+1)] + 1 = [990,09] + 1 وباعتماد العدد الصحيح الناتج عن القسمة فقط، تكون الحصة: 990 + 1 = 991 صوت لكل مقعد.
وبما أن هناك العدد 1 مضافاً في مقام حصة درووب، فهذا الأمر يجعل حصة دروب عادة أصغر من حصة هير، وفي كل الحالات لا تكون أكبر منها إطلاقاً ولا من أي صيغة من صيغها. ولذلك، يكون الوصول إلى حصة دروب أسهل وبالتالي فإنها تُسرِّع من عملية تخصيص المقاعد.

## أنظر أيضاً
- نظام الصوت الواحد المتحول
- حصة دروب